# Sebastián Díaz Alfaro
Sebastián Díaz Alfaro (Sanlúcar de Barrameda, 1533-1606) fue uno de los conquistadores españoles de Venezuela, acompañando a Diego de Losada en la fundación de Santiago de León de Caracas, el año 1567, y más tarde, por encargo del Gobernador de esta provincia, Luis de Rojas, en la conquista y pacificación de los indios Quiriquires.
Acompañado de sus hijos Mateo y Marcos, funda el año 1584 las poblaciones de San Juan de la Paz en Barlovento, a orillas del río Tuy, así como la de San Sebastián, a la que le añade "de los Reyes", por realizarse la misma el día 6 de enero del año 1585.
Fue Teniente General, Alférez Real de la ciudad de Caracas, alcalde Ordinario de la Santa Hermandad, y Gobernador Interino de Venezuela en el año de 1594, viviendo en una casa que se edificó en la plaza Mayor de Caracas más de cuarenta años.
Se casó en Sanlúcar de Barrameda el año 1557 con Mariana Rodríguez de Arteaga, hija del capitán Francisco de Arteaga, teniendo el matrimonio un total de seis hijos, de dos de los cuales existe constancia de nacimiento en Sanlúcar de Barrameda.
En estos momentos el conquistador Sebastián Díaz Alfaro tiene dedicada una calle en Sanlúcar de Barrameda en la zona de la Calzada de la Infanta.
- Datos: Q5692609